# 석회해면류
석회해면류는 해면동물문 석회해면강(Calcarea) 동물의 총칭이다. 적회성 골편을 가지며, 얕은 바다에 산다. 전 세계에 약 400종 이상이 발견되며 한국에서는 현재 9종 정도가 알려져 있다. 싸리버섯해면·유태나팔해면·둥글관해면·흰나팔해면·오목해면 등을 포함하고 있다.

## 하위 분류
석회해면류는 캄브리아기에 처음 나타나기 시작하고 백악기에 가장 크게 번성했다. 15,000여 종의 해면동물 중에서 약 400여 종만이 석회해면류이다.
- 석회질아강 (Calcaronea)
  - 베리다목 (Baerida)
  - 무화과해면목 또는 흰해면목 (Leucosolenida)
  - 석해면목 (Lithonida)
- 칼키네아아강 (Calcinea)
  - 솜해면목 (Clathrinida)
  - 석회판목 (Murrayonida)
- 불확실함
  - 민치넬리목 (Minchinellidae)
  - 스페어로코헬리데목 (Sphaerocoeliidae)
  - 스텔리해면목 (Stellispongiida)
  - 그레이브스토키아목 (Gravestockia)